# Agar, Indien
Agar är en ort i Indien.   Den ligger i distriktet Shajapur och delstaten Madhya Pradesh, i den centrala delen av landet, 600 km söder om huvudstaden New Delhi. Agar ligger 519 meter över havet och antalet invånare är 34 532.
Terrängen runt Agar är huvudsakligen platt. Agar ligger uppe på en höjd. Runt Agar är det ganska tätbefolkat, med 222 invånare per kvadratkilometer. Det finns inga andra samhällen i närheten. Trakten runt Agar består till största delen av jordbruksmark.